# Avior Airlines
Avior Airlines – wenezuelska linia lotnicza z siedzibą w Barcelonie. Obsługuje połączenia pasażerskie i czarterowe. Głównym węzłem jest Port lotniczy General Jose Antonio Anzoategui.